# Leymus flexilis
Leymus flexilis är en gräsart som först beskrevs av Sergej Arsenjevitj Nevskij, och fick sitt nu gällande namn av Nikolai Nikolaievich Tzvelev. Leymus flexilis ingår i släktet strandrågssläktet, och familjen gräs. Inga underarter finns listade i Catalogue of Life.